# Julius Hamberger
Julius Hamberger (* 3. August 1801 in Gotha; † 5. August 1885 in München) war ein deutscher lutherischer Theologe und Schriftsteller.

## Leben
Julius Hamberger übersiedelte mit seiner Familie 1809 nach München. Er besuchte dort – unter Friedrich Thiersch – das (heutige) Wilhelmsgymnasium, das er 1818 abschloss. Darauf studierte er Theologie in Erlangen und wurde mit der dortigen theologischen Richtung bekannt. 1828 wurde er Katechet und später Professor der deutschen Sprache und Literatur an der Kadettenanstalt in München.
Angeregt durch Friedrich Wilhelm Joseph Schelling und Franz von Baader, dessen begeisterter Anhänger er wurde, machte er das Studium der Schriften Jakob Böhmes und die Versöhnung des Christentums und der Vernunft auf der Basis der christlichen Mystik und Theosophie zu seiner Lebensaufgabe. Er gab die Predigten Johannes Taulers, die Autobiografie Friedrich Christoph Oetingers und – mit Franz Hoffmann und Anderen – die Werke Baaders heraus. In seinen Erinnerungen aus meinem Leben gedachte er seiner persönlichen Beziehungen zu König Maximilian II., der ihm als einem Geistesverwandten Schellings gewogen war.
Julius Hamberger starb infolge eines Unfalls am 5. August 1885 in München.

## Werke
- Gott und seine Offenbarungen in Natur und Geschichte. München 1836; 2. A. 1882
- Lehrbuch der christlichen Religion. 1839; 3. A. 1877 als Die biblische Wahrheit in ihrer Harmonie mit Natur und Geschichte
- Die Lehre des deutschen Philosophen Jakob Böhme. München 1844; Reprint: Gerstenberg, Hildesheim 1975, ISBN 3-8067-0555-0
- (Hrsg.): Des Württembergischen Prälaten Friedrich Christoph Oetinger Selbstbiographie. Mit einem Vorwort von Gotthilf Heinrich von Schubert. Liesching, Stuttgart 1845
- Die Cardinalpunkte der Franz Baader’schen Philosophie. Steinkopf, Stuttgart 1855
- (Hrsg.): Stimmen aus dem Heiligtum der christlichen Mystik und Theosophie. 2 Bände. Steinkopf, Stuttgart 1857
- Die Fundamentalbegriffe von Baaders Ethik, Politik und Religionsphilosophie. Steinkopf, Stuttgart 1858
- Christentum und moderne Kultur. 3 Bände. Dichert, Erlangen 1863/67/75
- Physica sacra. Monographie über die himmlische Leiblichkeit. 1869
- Erinnerungen aus meinem Leben. Stuttgart 1883